# 原始印歐語重音
原始印歐重音指稱原始印歐語的重音系統。

## 描述
重構的原始印歐語(PIE)有音高重音系統，通常被描述為有著自由的音調重音。這意味著在一個詞中最多有一個音節可以用高度(而非強度)區別出來，并且重音(高調)不能被音位規則預測出來。
PIE 重音可以移動，這意味著它可以在遍及屈折范例而改變位置。這種事態可見於吠陀梵語和古希臘語中，比如在 athematic 名詞變格中，比較:
- PIE 主格單數 *pṓds“foot, step” > 梵語 [[[wikt:en:पद्#Sanskrit|pā́t]]] 错误：{{Transl}}：转写文本非拉丁字母（pos 11: प）（帮助）, 古希臘語 πούς
- PIE 屬格單數 *pedés > 梵語 padás, 古希臘語 ποδός
- PIE 賓格單數 *pódm̥ > 梵語 pā́dam, 古希臘語 πόδᾰ

—或者 athematic 動詞的變位(比較梵語詞根現在時第一人稱單數 émi，和第一人稱複數 imás)。其他情況，重音被放置在遍及變形的相同音節中，并依據這個位置把名詞分為在第一個音節中重音的 barytone 和在最后一個音節上重音的 oxytone。比較:
- PIE barytone *wĺ̥kʷos“wolf”> 梵語主格單數 [[[wikt:en:वृक#Sanskrit|vṛ́kas]]] 错误：{{Transl}}：转写文本非拉丁字母（pos 11: व）（帮助）, 屬格單數 vṛ́kasya, 主格複數 vṛ́kās
- PIE oxytone *suHnús“son”> 梵語主格單數 [[[wikt:en:सूनु#Sanskrit|sūnús]]] 错误：{{Transl}}：转写文本非拉丁字母（pos 11: स）（帮助）, 屬格單數 sūnós, 主格複數 sūnávas

PIE 重音還是自由的，這意味著它可以在一個詞的任意音節中，這忠實的反映在吠陀梵語重音中(后來的古典梵語有可預測的重音)。比較:
- PIE *bʰéromh₁nos“carried”> 吠陀梵語 bháramāṇas
- PIE *dʰoréyeti“holds”> 吠陀梵語 dhāráyati
- PIE *nemesyéti“worships”> 吠陀梵語 namasyáti
- PIE *h₁rudʰrós“red”> 吠陀梵語 rudhirás

你可以看出來，重構的 PIE 重音位置基本完好的反映在吠陀梵語中。依據 PIE 重音的反映，印歐語言被分為保留自由(要么直接要么間接)重音的，和有固定(或受限)重音的兩類。自由重音保留在吠陀梵語(某些人認可的現代印度-伊朗語中的普什圖語)、古希臘語、日耳曼語、波羅的-斯拉夫語和安納托利亞語中。

## 反映
傳統上認為，吠陀重音是對最初 PIE 重音位置的最古老的忠實的反映。阿維斯陀語手稿沒有寫下重音，但是我們間接的知道在某個時期自由的 PIE 被保留在其中(比如阿維斯陀語 *r 在清塞音之前和在重音之後去濁化產生 -hr-，如果重音不在前面音節上，則 *r 不去濁化)。
古希臘語也保留著自由 PIE 重音，但是帶有重音被定位於直到距詞尾的倒數第三(antepenultimate)音節，如果最后一個音節長則在倒數第二(penultimate)音節上的限制。如同在吠陀梵語中，在特定名詞變格范例中重音可以移動。希臘語動詞的重音對重構 PIE 重音完全沒有價值，它遵守位於從詞尾到倒數第三音節限制中近可能左的位置上的簡單規則。
原始日耳曼語最初保留了 PIE 自由重音，儘管在其最后階段被推廣并固定在詞的最后音節中。PIE 重音在維爾納定律在日耳曼語上的運作中留下了蹤跡。此外，在日耳曼語、意大利語和凱爾特語中，都顯示了在歷史時期上有受限重音，古老自由 PIE 重音的蹤跡可以通過某些語音發展、某些元音的縮短(也就是喉音的消失)等看出來。
安納托利亞語族通過加長古老重音音節間接的顯示了古老 PIE 重音的蹤跡。比較:
- PIE *dóru“tree; wood”> 赫梯語，盧維語 tāru
- PIE *wódr̥-“water”> 赫梯語 wātar，而 PIE *wedṓr“waters” (集體詞) > 赫梯語 widār

波羅的-斯拉夫語族也保留了自由 PIE 重音。對于原始-波羅的-斯拉夫語重音的重構，最重要的證據來自立陶宛語、拉脫維亞語(傳統上立陶宛語被認為更有關係，但是它的角色正在快速的被拉脫維亞語取代)，某些斯拉夫語，特別是西南斯拉夫語和它們的古代方言。在(動詞和名詞二者)變形范例中的重音交替也保留在了波羅的-斯拉夫語中。一般認為波羅的-斯拉夫語已經革新了重音系統，現代某些研究者，讓波羅的-斯拉夫語扮演重構 PIE 重音的關鍵角色(見后)。

## 不加重音的詞
某些 PIE 詞法范疇可以是不加重音的(附著詞素)。主要有小品詞(PIE *-kʷe“and” > 吠陀梵語 [[[wikt:en:च#Sanskrit|-ca]]] 错误：{{Transl}}：转写文本非拉丁字母（pos 11: च）（帮助）, 拉丁語 -que)和某些形式的代詞(PIE *moy“to me”> 吠陀梵語 me)。
吠陀梵語證據還指示在某些位置上原始印歐動詞可以在某些句法條件下不加重音，比如在主子句的有限位置上(但是不在句子初始處，這里的動詞將加重音不管它們在從子句中已經加了重音)。對于呼格同樣有效，它可以被去重音除非它們出現在句子開始處。

## 解釋
依據傳統學說，PIE 重音系統重構為: PIE thematic 名詞性詞和 thematic 動詞詞幹都有固定重音(就是說遍及范例在相同的音節上)，這被所有證實了后代語言所繼承。儘管關於 thematic 簡單現在時存在著某些不確定性。某些 athematic 名詞性詞和動詞詞幹也展示了固定重音(主要在詞根上)，但是多數都有交替的移動重音，并展現了一些特征性模式；在所有這些模式中，表面重音在一組變形形式中在左邊(名詞性詞的主格，動詞的主動單數)，而在馀下的形式中都在右邊。可以說在 PIE 尾綴和詞幹中都可以有或沒有底層重音，而最左的底層重音表面化了，并且沒有底層重音的詞缺省加重音於最左音節上，但是現在還沒有確定出來判定 PIE 重音位置的音位規則。

## 現代理論
傳統上 PIE 重音通過吠陀梵語、古希臘語和日耳曼語的比較而直接重構；比如 PIE *ph₂tḗr“father”來自梵語 [[[wikt:en:पितृ#Sanskrit|pitā́]]] 错误：{{Transl}}：转写文本非拉丁字母（pos 11: प）（帮助）, 古希臘語 πατήρ, 哥德語 fadar。在重音位置可以匹配於這些語言中的時候，重構的重音被認為是“純 PIE”的。吠陀梵語是其中最古老的，而吠陀梵語的證據被用來解決所有有潛在問題的個案。
但是弗拉迪斯拉夫·马尔科维奇·伊利希-斯维蒂奇在1963年已經證明了波羅的-斯拉夫重音不匹配在吠陀梵語和古希臘語基礎上重構的假定 PIE 重音 — 希臘語-吠陀梵語的 barytone 對應於波羅的-斯拉夫語的固定范例，而希臘語-吠陀梵語的 oxytone 對應於波羅的-斯拉夫語的移動范例。。此外，在所有吠陀梵語和古希臘語同源的詞源中有大約四分之一的重音根本不匹配；比如
- PIE *h₂eǵros“field”> 古希臘語 ἀγρός : 吠陀梵語 [[[wikt:अज्र#Sanskrit|ájras]]] 错误：{{Transl}}：转写文本非拉丁字母（pos 8: अ）（帮助）
- PIE *sweḱuros“father-in-law”> 古希臘語 ἑκυρός : 吠陀梵語 [[[wikt:en:श्वशुर#Sanskrit|śváśuras]]] 错误：{{Transl}}：转写文本非拉丁字母（pos 11: श）（帮助）
- PIE *kʷoteros“which”> 古希臘語 πότερος : 吠陀梵語 [[[wikt:en:कतर#Sanskrit|katarás]]] 错误：{{Transl}}：转写文本非拉丁字母（pos 11: क）（帮助）

最近俄國語言學家 Vladimir Dybo 和 Sergej Nikolayev 把 PIE 重音系統重構為有兩個音調的系統: + 和 − (可能是高調和低調)。原始印歐語將不像通常重構的那樣是或多或少保留在吠陀梵語中的自由重音系統，反而所有詞素將有固有的高調或低調(就是說顯性或隱性的，因為不可能確知這些特征在語音上如何實際顯現)，而重音位置將在后來的各種后代語言中以各種方式(依賴於(+)和(−)詞素的組合)來確定，進而吠陀梵語當然也不是最古老的語言了。很多在 PIE 語言間的一致對應，和在個別后代語言中依賴於 PIE 音調的特定現象，應當可以確認這種解釋。
Dybo 列出了重構 PIE 重音的傳統方法的一些缺陷。錯誤的相信在 PIE 重音和事實上根本不能實際上解釋 PIE 重音位置的元音變換之間的直接聯繫。通常認為零等級應當是不加重音的，但是這可能對依據傳統重構的 PIE 無效(例如 *wĺ̥kʷos“wolf”, *septḿ̥“seven”等)。進一步的，Dybo 斷言沒有把特定詞分類入特定重音類型的任何音位上、語義上或構詞上的理由，就是說，傳統模型不能解釋為什么吠陀梵語 [[[wikt:en:वृक#Sanskrit|vṛ́kas]]] 错误：{{Transl}}：转写文本非拉丁字母（pos 11: व）（帮助）“wolf”是 barytone 而吠陀梵語 [[[wikt:en:देव#Sanskrit|devás]]] 错误：{{Transl}}：转写文本非拉丁字母（pos 11: द）（帮助）“deity”是 oxytone。依據 Dybo，這種分歧只能通過假定在 PIE 中有詞法音調來解釋。